# Лаєм Тенкок
Лаєм Тенкок (англ. Liam Tancock, 7 травня 1985) — британський плавець.
Учасник Олімпійських Ігор 2008, 2012 років.
Чемпіон світу з водних видів спорту 2009, 2011 років, призер 2005, 2007 років.
Чемпіон світу з плавання на короткій воді 2008 року.
Призер Чемпіонату Європи з водних видів спорту 2006, 2010 років.
Призер Чемпіонату Європи з плавання на короткій воді 2005 року.
Переможець Ігор Співдружності 2006, 2010, 2014 років.
Переможець літньої Універсіади 2005 року.